# Puchar Polski w futsalu (2010/2011)
Puchar Polski w futsalu 2010/2011 – 17. edycja rozgrywek mających na celu wyłonienie zdobywcy Pucharu Polski. Obrońcą trofeum była Wisła Krakbet Kraków. Turniej finałowy odbył się w dniach 21-22 maja 2011 w Krakowie.

## Pierwsza runda
Mecze rozegrano od 14 do 16 stycznia 2011 roku.
| Drużyna 1                          | Wynik      | Drużyna 2                         |
| ---------------------------------- | ---------- | --------------------------------- |
| Heiro Rzeszów                      | 2:7        | Fair Play Mielec                  |
| Futsal Pawłowice                   | 5:2        | AZS UŚ Katowice                   |
| Orlik Brzeg                        | 2:4        | Remedium Pyskowice                |
| Futsal Siechnice                   | 6:5        | Akademia Sportu Sieradz           |
| KS Gniezno U-20                    | 4:8        | Auto Complex Novello Przodkowo    |
| Lumaro Ekotar/Elbud Tarnów         | 8:5 (dog.) | Energetyk Jaworzno                |
| Madness Żory                       | 0:5        | Inpuls-Alpol Siemianowice Śląskie |
| Etisoft Gliwice                    | 2:10       | UPOS System Knurów                |
| Nasz Dom Ruda Śląska               | 6:4        | Marex Chorzów                     |
| Tomy Więcpol Futsal Team Stobierna | 3:1        | MKF-Renex Grajów                  |
| Mundial Żary                       | 1:5        | KS Gniezno                        |
| ISS Wawrzaszek Bielsko-Biała       | 2:13       | Tango Gliwice                     |
| OK Poddębice                       | 5:3        | Słoneczny Stok Białystok          |
| Futsal Nowiny                      | 3:4        | AZS UW Warszawa                   |
| Remont Team Ostrów Wielkopolski    | 3:6        | Gazownik Wawelno                  |
| Dach Bud Balex Metal Malbork       | 6:7        | AZS UG Gdańsk                     |

## 1/16 finału
Mecze rozgrywano 22 stycznia i 23 stycznia 2011 roku.
| Drużyna 1                          | Wynik      | Drużyna 2                    |
| ---------------------------------- | ---------- | ---------------------------- |
| Fair Play Mielec                   | 2:7        | TPH Polkowice                |
| Futsal Pawłowice                   | 3:4        | Clearex Chorzów              |
| Remedium Pyskowice                 | 4:6        | Gatta Zduńska Wola           |
| Futsal Siechnice                   | 3:9        | Akademia FC Pniewy           |
| Auto Complex Novello Przodkowo     | 2:3 (dog.) | Red Devils Chojnice          |
| Lumaro Ekotar/Elbud Tarnów         | 2:6        | Pogoń 04 Szczecin            |
| Inpuls-Alpol Siemianowice Śląskie  | 3:4        | Gwiazda Ruda Śląska          |
| UPOS System Knurów                 | 2:4        | Rekord Bielsko-Biała         |
| Nasz Dom Ruda Śląska               | 3:4        | Wisła Krakbet Kraków         |
| Tomy Więcpol Futsal Team Stobierna | 7:4        | Grembach Zgierz              |
| KS Gniezno                         | 1:4        | Marwit Toruń                 |
| Tango Gliwice                      | 1:5        | Jango Katowice               |
| OK Poddębice                       | 5:3        | GKS Tychy                    |
| AZS UW Warszawa                    | 2:5        | Kupczyk Kraków               |
| Gazownik Wawelno                   | 2:0        | Babylon Siemianowice Śląskie |
| AZS UG Gdańsk                      | 5:0 (w.o.) | Hurtap Łęczyca               |

## 1/8 finału
Mecze rozgrywano od 25 do 27 marca 2011 roku.
| Drużyna 1                          | Wynik         | Drużyna 2            |
| ---------------------------------- | ------------- | -------------------- |
| TPH Polkowice                      | 4:2           | Clearex Chorzów      |
| Gatta Zduńska Wola                 | 1:1 (4:3 kar) | Akademia FC Pniewy   |
| Red Devils Chojnice                | 4:3           | Pogoń 04 Szczecin    |
| Gwiazda Ruda Śląska                | 3:6           | Rekord Bielsko-Biała |
| Tomy Więcpol Futsal Team Stobierna | 4:6           | Wisła Krakbet Kraków |
| Marwit Toruń                       | 5:0           | Jango Katowice       |
| OK Poddębice                       | 1:12          | Kupczyk Kraków       |
| AZS UŚ Katowice                    | 6:5 (dog.)    | Gazownik Wawelno     |

## Ćwierćfinał
Mecze rozgrywano od 16 kwietnia do 3 maja 2012 roku.
| Drużyna 1            | Wynik dwumeczu | Drużyna 2            | Pierwszy mecz | Drugi mecz |
| -------------------- | -------------- | -------------------- | ------------- | ---------- |
| Gatta Zduńska Wola   | 8:7            | TPH Polkowice        | 5:0           | 3:7        |
| Red Devils Chojnice  | 6:8            | Rekord Bielsko-Biała | 2:4           | 4:4        |
| Wisła Krakbet Kraków | 11:1           | Marwit Toruń         | 6:0           | 5:1        |
| AZS UG Gdańsk        | 6:14           | Kupczyk Kraków       | 4:6           | 2:8        |

## Półfinał
Mecze rozegrano 21 maja 2011 roku w Krakowie.
| Drużyna 1            | Wynik | Drużyna 2            |
| -------------------- | ----- | -------------------- |
| Gatta Zduńska Wola   | 7:2   | Rekord Bielsko-Biała |
| Wisła Krakbet Kraków | 6:4   | Kupczyk Kraków       |

## Finał
| 22 maja 2011 17:00 CEST | Wisła Krakbet Kraków · Szłapa 4' · Mirga 10' · Douglas 36' · Krzysztof Kusia 48' (k.) | 4:4(2:2) | Gatta Zduńska Wola · 8' Olejniczak · 9' Marciniak · 38' Szymczak · 49' Adamski | Kraków |
|                         |                                                                                       |          |                                                                                |        |

| Zdobywca Pucharu Polski 2010/2011 |
| --------------------------------- |
| Wisła Krakbet Kraków 1. tytuł     |